# Gare de Champtercier
La gare de Champtercier est une ancienne gare ferroviaire française de la ligne de Saint-Auban à Digne, située sur le territoire de la commune de Digne-les-Bains, à proximité de Champtercier, dans le département des Alpes-de-Haute-Provence, en région Provence-Alpes-Côte d'Azur.
Mise en service en 1876, elle est fermée en 1972. La ligne est également fermée au trafic ferroviaire depuis 1991.

## Situation ferroviaire
Établie à 558 mètres d'altitude, La gare de Champtercier est située au point kilométrique (PK) 324,926 de la ligne de Saint-Auban à Digne (non exploitée), entre les gares d'Aiglun et de Digne.

## Histoire
La gare de Champtercier est mise en service le 27 novembre 1876, le jour de l'inauguration de la ligne de Saint-Auban à Digne. Elle est fermée le 6 mars 1972 avec la fin du trafic omnibus et la ligne est totalement fermée le 22 mai 1991.